# Deutsche Schwimmmeisterschaften 1883
Die ersten Deutschen Schwimmmeisterschaften 1883 wurden am 19. August 1883 um 18 Uhr als „Schwimmen um die Meisterschaft in Deutschland, internationale Konkurrenz für Amateurs“ vor mehreren tausend Zuschauern ausgetragen. Der erste deutsche Schwimmverein „Neptun“ (heute Berliner Schwimm-Verein von 1878) veranstaltete an diesem Tag zum zweiten Mal nach der Meisterschaft für Gentlemen 1882 einen Schwimmwettbewerb im Halensee auf dem Gebiet der Gemeinde Grunewald. Im Wettkampf über eine englische Meile (1609 Meter) konnte sich der Hamburger Wilhelm Krüger (41:03 Minuten) vor dem Altonaer Ernst Ritter (41:15 Minuten) als „Meister von Deutschland für das Jahr 1883/84“ durchsetzen. Der Berliner Ostermann musste das Rennen infolge eines Krampfanfalls aufgeben.

## Ergebnis
| Disziplin                | Erster                   | Leistung  | Zweiter               | Leistung  | Dritter               | Leistung   |
| ------------------------ | ------------------------ | --------- | --------------------- | --------- | --------------------- | ---------- |
| Englische Meile Freistil | Wilhelm Krüger (Hamburg) | 41:03 min | Ernst Ritter (Altona) | 41:14 min | J. Ostermann (Berlin) | aufgegeben |